# (269232) Tahin
(269232) Tahin est un astéroïde de la ceinture principale.

## Description
(269232) Tahin est un astéroïde de la ceinture principale. Il fut découvert le 21 août 2008 à Piszkesteto par Krisztián Sárneczky. Il présente une orbite caractérisée par un demi-grand axe de 3,03 UA, une excentricité de 0,09 et une inclinaison de 1,8° par rapport à l'écliptique.

## Compléments